# دزد و پری
دزد و پری فیلمی به کارگردانی و نویسندگی حسین قناعت و به تهیه‌کنندگی بهروز مفید محصول سال ۱۳۹۴ است. دنباله این فیلم (دزد و پری ۲)در سال ۱۳۹۷ اکران شد.
این فیلم داستان یک دختریست که در مهد کودک است و چند دزد او را می دزدنند و.....

## داستان فیلم
سرهنگ ابراهیم ابطحی پیرمرد نظامی بازنشسته ایست که به درخواست دخترش نوشین ابطحی که در شرایط اضطراری قرار گرفته اداره مهدکودکش را برای یک روز قبول می‌کند. بچه‌های مهد که تصور می‌کنند او جایگزین مربی دوست داشتنی شان شده ، او را در مخمصه‌هایی می‌اندازند که…

## بازیگران
بهزاد فراهانی نقش سرهنگ ابراهیم ابطحی،پدر نوشین،صاحب مهد کودک
بهنوش بختیاری نقش خاله نوشین ابطحی
،دختر ابراهیم،مجری تلویزیون و دوست خاله سارا و ناهید
رابعه اسکویی نقش ناهید،مربی مهد کودک
مرتضی زارع نقش شهرام حسن پور،سرویس مهد کودک ، پدر بهرام ،همکار بازنشسته ابراهیم 
نادر سلیمانی نقش سروان ریاحی،رئیس کلانتری و شاگرد ابراهیم 
رامین ناصرنصیر نقش فیروز جیبر ، دزد ، رئیس غلام و زندانی 
حمید کاشانی نقش غلام پخمه دزد ، کارگر فیروز ، زندانی
مهدی تارخ نقش آقای قهرمانی ، مسئول سیرک ، دوست قدیمی ابراهیم 
نگین معتضدی نقش نسرین ، مادر پری ، همسر بهرام 
امیرحسین همتی نقش بهرام سعیدی ، همسر نسرین ، پدر پری ، وکیل 
یاس نوروزی نقش پری سعیدی ، دانش آموز مهد کودک ، دختر بهرام و نسرین 
محمدرضا شیرخانلو نقش مانی، دوست پری ، پسر نوشین ، نوه ابراهیم 
پارسیا شکوری نقش بهرام حسن پور دوست پری ، پسر شهرام 
سارا روستاپور نقش خاله سارا ، دوست نوشین و ناهید ، مجری برنامه کودک